# Dormuszali Saidchodża
Dormushali Saidhodza (bułg.:Дормушали Саидходжа, ur. 16 maja 1986 w Asenowgradzie) – bułgarski piłkarz grający na pozycji napastnika. Obecnie jest zawodnikiem CSKA Sofia. Wcześniej był graczem klubu Botewu Płowdiw, a od stycznia 2007 do czerwca, przez 6 miesięcy wypożyczony był do duńskiego Randers FC.